# هانس بيتر سورينسن
هانس بيتر سورينسن (بالدنماركية: Hans Peter Sørensen)‏ هو سياسي دانمركي، ولد في 18 ديسمبر 1886 في سيلكيبورج في الدنمارك، وتوفي في 29 مايو 1962 في كوبنهاغن في الدنمارك. حزبياً، نشط في الحزب الاشتراكي الديمقراطي (الدنمارك).